# Louise Webster
Pour les articles homonymes, voir Webster.
Betty Louise Webster (épouse Turtle) (20 mai 1941 - 29 septembre 1990) est une astronome et physicienne australienne. En 1971, avec son collègue Paul Murdin, elle identifie la puissante source de rayons X Cygnus X-1 comme le premier candidat pour un trou noir. 

## Jeunesse et formation
Betty Louise Webster naît le 20 mai 1941. 
Elle fréquente l'Université d'Adélaïde puis poursuit ses études à l'Observatoire du Mont Stromlo, un département d'astronomie et d'astrophysique de l'Université nationale australienne, dont elle est la première étudiante. Elle est fortement influencée par les astronomes américains Bart Bok et Priscilla Fairfield Bok. Elle obtient son doctorat en 1967 sur le thème des nébuleuses planétaires du sud, dirigée par l'astronome suédois Bengt Westerlund.    

## Carrière
Webster travaille aux Etats-Unis à l'University du Wisconsin puis prend un poste à l'Observatoire Royal de Greenwich du château de Herstmonceux, d'abord en tant que responsable scientifique puis responsable scientifique principale. Elle travaille alors avec Richard Woolley, l'astronome royal, puis Paul Murdin, avec qui elle est élue à la Royal Astronomical Society en 1963,.  
Le premier candidat au trou noir, découvert en 1964 par Webster, Murdin et leur collègue Charles Thomas Bolton de l'Université de Toronto, est une puissante source de rayons X distante de 6000 années-lumière — Cygnus X-1. En septembre 1971, lors de la publication de leur découverte dans un article de Nature intitulé « Cygnus X-1—a Spectroscopic Binary with a Heavy Companion ? », Webster et Murdin, influencés par le conservatisme de Richard Woolley, font preuve de prudence et concluent : « ... ce pourrait être un trou noir »,. 
Son travail la conduit directement à l'Observatoire astronomique sud-africain, où Woolley est directeur à partir de 1972, puis à la mise en service du nouveau télescope anglo-australien (AAT) de 3,9 mètres avant d'y devenir astronome. 
En 1978, elle prend son dernier poste à la faculté de physique de l'Université de Nouvelle-Galles du Sud. En novembre de la même année, elle épouse Tony Turtle, un astronome radio. Ils ont un fils, Michael, en 1980.  
A l'Université, elle est la force motrice du Télescope de patrouille automatisée à l'Observatoire de Siding Spring, introduit un cours de quatrième année pour les astronomes,  siège ou préside de nombreux comités et promeut l'astronomie très activement par le biais de l'Union astronomique internationale et de la Société astronomique d'Australie. 
Elle décède après une longue maladie à son domicile de Paddington (Sydney). 

## Héritage
Le prix Bok, décerné chaque année aux étudiants de premier cycle pour l'excellence de leur recherche, a été introduit en grande partie à l'instigation de Webster et est parrainé par la Société astronomique d'Australie et l'Académie australienne des sciences.  
En l'honneur de sa contribution à l'astronomie, le prix Louise Webster est décerné chaque année depuis 2009 par la Société astronomique d'Australie pour récompenser des recherches postdoctorales exceptionnelles au début de la carrière d'un scientifique. 